# Glossar der Spinnenanatomie

Unterseite und Kopf einer weiblichen, ecribellaten Spinne (Ordnung Entelegynae)

Dieses Glossar der Spinnenanatomie erläutert die wichtigsten anatomischen Fachausdrücke, die zur Beschreibung von Spinnenmerkmalen verwendet werden.

## A

Schema: Anordnung und Lagebezeichnung der Spinnenaugen (Aufsicht)

Schema: Anordnung und Lagebezeichnung bei Salticidae, (Aufsicht)

Abdomen → Opisthosoma
AnalhöckerEine kleine Erhebung oberhalb der Spinndrüsen; bedeckt den Anus.
ApodemSklerotisierte Einfaltung der Cuticula, welche die Ansatzstelle für die Muskulatur bildet.
ApophyseAuswuchs oder Fortsatz, der die Form des Körpers grundlegend verändert, insbesondere die Anhänge. Wird oft zur Beschreibung der männlichen Pedipalpen benutzt. → retrolaterale Tibialapophyse
Atrium(Plural: Atria) Innere Kammer am Eingang des Kopulationstrakts bei Weibchen der Haplogynae.
AugenSpinnen verfügen über acht (seltener sechs, vier oder zwei), in zwei oder drei Reihen über dem Stirnrand angeordnete Augen. Die Zahl der Augen, ihre Größe und Anordnung variiert stark und ist oftmals charakteristisch für die verschiedenen Spinnenfamilien → Hauptauge, Nebenauge

## B

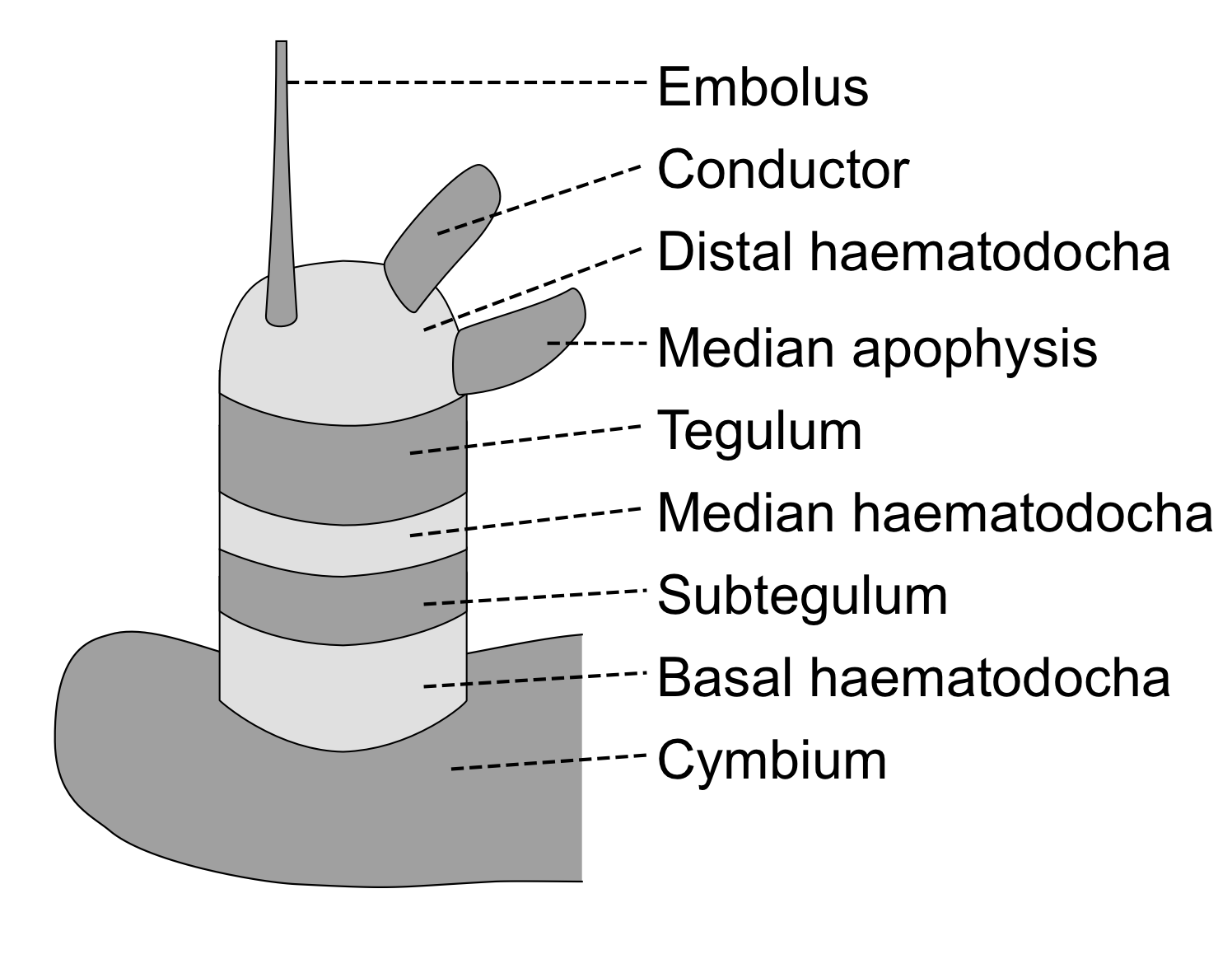
Stark vereinfachte Übersichtszeichnung eines entfalteten Genitalbulbus (nach Coddington, 1990). Sklerotisierte Abschnitte: dunkelgrau; membranartige Bereiche: hellgrau.

BefruchtungsgangBei entelygenen Spinnen der Verbindungsgang zwischen Samentasche und Uterus.
BeinformelDie vier Beinpaare werden von vorn nach hinten durchnummeriert und in der Reihenfolge absteigender Länge angegeben. Eine Beinformel 1423 z. B. besagt, dass das erste Beinpaar das längste und das dritte das kürzeste ist.
Beine → Gliedmaßen
bidentatZweizähnig
BuchlungenAtmungsorgane auf der Unterseite des Opisthosoma. Die Buchlungen öffnen sich mit schmalen Schlitzen vor der epigastrischen Furche und werden von den Lungendeckeln (Operculum) verschlossen.
Branchiales Operculum → Operculum
Bulbus(auch Palpenbulbus): Kopulationsorgan der männlichen Spinnen, befindet sich am letzten, modifizierten Segment des Pedipalpus. Mithilfe des Bulbus wird das Sperma an das Weibchen übergeben. Teile des Bulbus sind:
Konduktor: Fortsatz des Bulbus, der den Embolus führt und stützt.
Embolus: Der äußerste Teil des Bulbus; mit der Öffnung des Samengangs nach außen. Meist dünn, spitz ausgezogen und stark sklerotisiert.
Haematodocha: (Plural: Haematodochae) Membranöser, dehnbarer Teil des Bulbus.
Mittlere Apophyse: Ein Vorsprung am Bulbus, unterhalb des Konduktors.
Subtegulum: Ein Sklerit des Bulbus; näher an dessen Basis als das Tegulum.
Tegulum: Größtes Sklerit des Bulbus.

## C

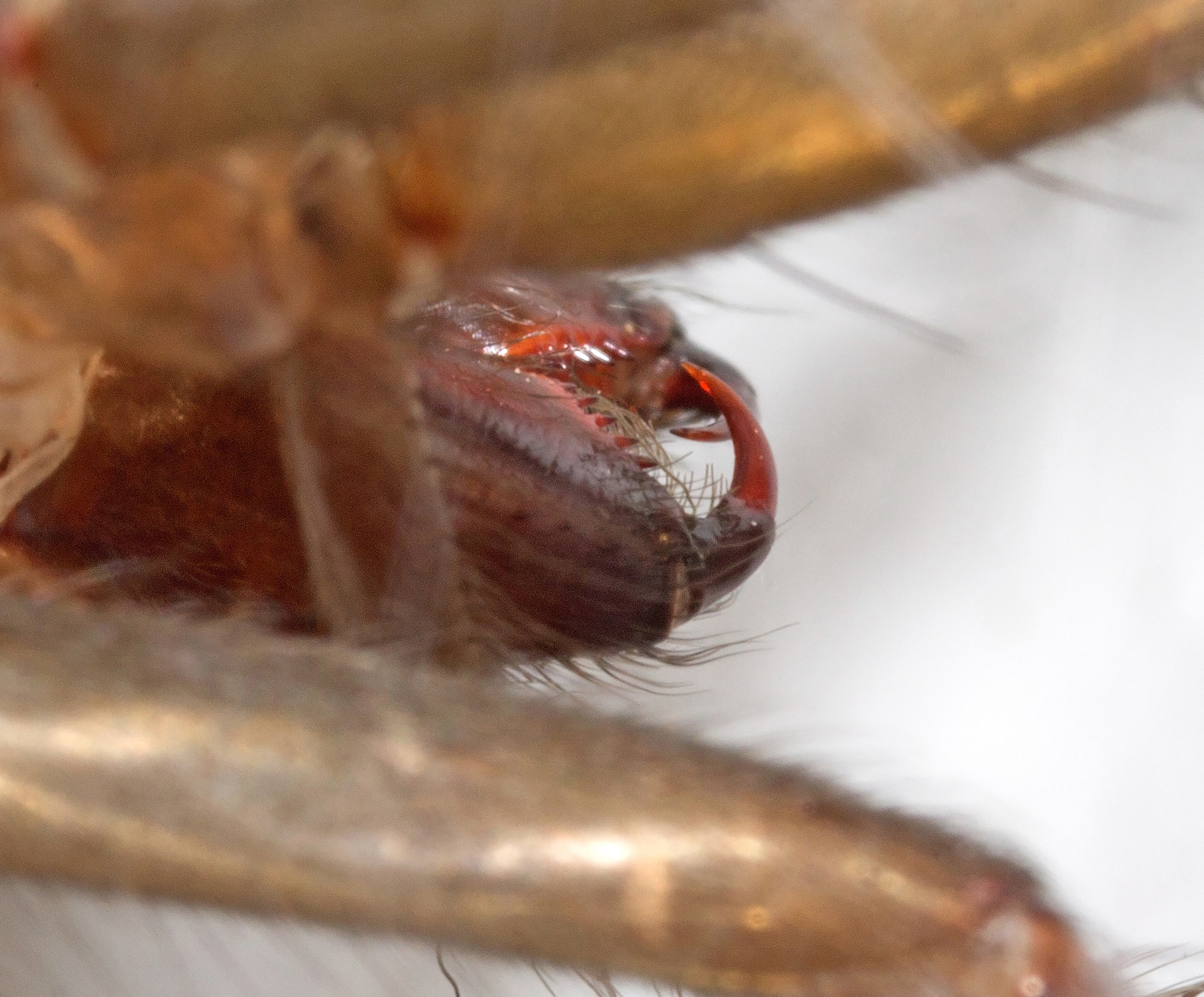
Cheliceren einer Großen Winkelspinne mit Chelicerenzähnen am Rand der Chelicerengrube.

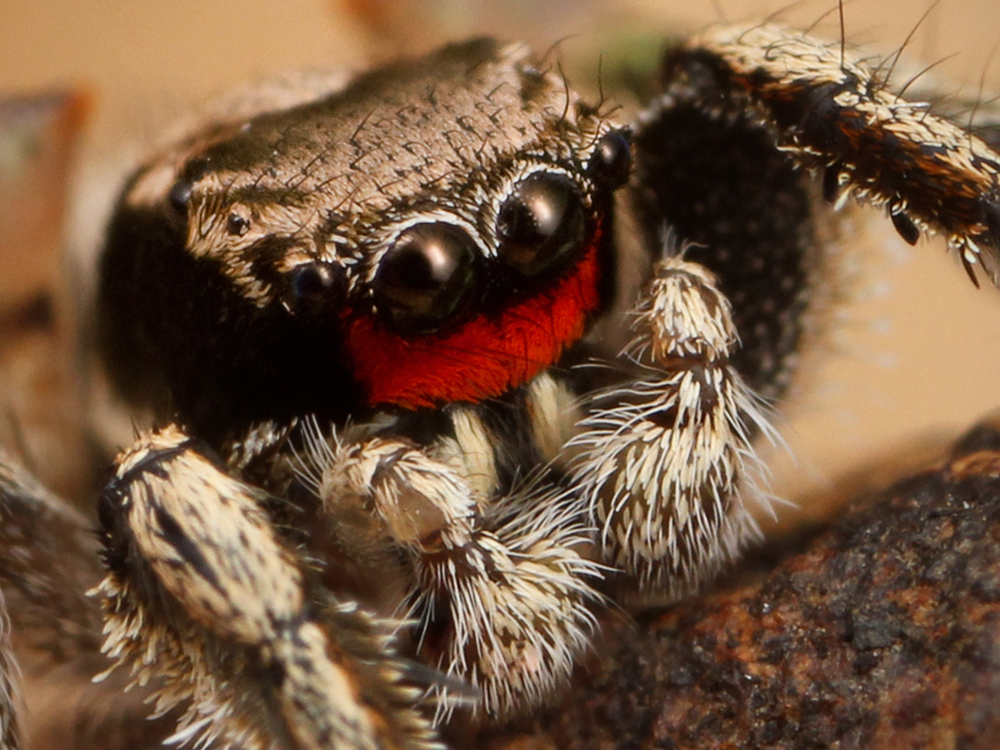
Der Clypeus dieser Springspinne (Habronattus coecatus) ist mit roten Schuppen bedeckt.

Calamistrum(Plural: Calamistra) Bei cribellaten Spinnen: Borsten am Metatarsus des vierten Beinpaars; in einer oder mehreren Reihen angeordnet. Mit dem Calamistrum wird die Fangwolle aus dem Cribellum gekämmt und auf die dickeren Achsfäden des Netzes aufgetragen. → Siehe auch Cribellum und Calamistrum
Caput (Plural Capita) → Cephalothorax
Carapax(Plural: Carapaces; von altgriechisch χάραξ chárax „Befestigungsanlage, Palisade“ und πάγιος págios „fest“) Ein einheitlicher chitinöser Rückenschild des Vorderkörpers (Prosoma), gebildet aus den miteinander verschmolzenen Segmentoberseiten (Tergiten) von Kopf (Caput) und Brust (Thorax). → Cephalothorax
Cephalothorax, ProsomaDer vordere der beiden Hauptkörperabschnitte, zusammengesetzt aus Kopfregion (oder Caput) und Thorax. Beide Regionen sind durch die Cervikalgrube voneinander abgesetzt. Am Cephalothorax sitzen die Augen, Pedipalpen, Beine und Mundwerkzeuge. Er wird vom Carapax bedeckt.
CervikalgrubeEine flache, U-förmige Grube, die Kopf- und Thoraxregion voneinander absetzt.
Chela, chelat(Plural: Chelae) → Chela (Gliederfüßer): Bezeichnung für Gliedmaßen, die eine Schere (Chela) tragen. Bei den Kieferklauenträgern, zu denen die Spinnen gehören, werden die chelatragenden Mundwerkzeuge als Cheliceren bezeichnet.
Chelicere(Plural: Cheliceren, auch Chelizeren): Zu Mundwerkzeugen umgewandelte Gliedmaßen, s. a. Chelicere.
ChelicerengrubeEine flache Vertiefung auf der Unterseite des Basisglied der Chelicere, an welche die Giftklaue angelegt werden kann. Meist mit Chelicerenzähnen versehen.
ChelicerenzähneZahnähnliche Erhebungen in der Chelicerengrube. Chelicerenzähne fehlen bei bestimmten Gruppen wie z. B. den Kugelspinnen oder Krabbenspinnen.
ChilumEine kleine, verhärtete Platte (Sklerit) an der Basis der Chelicere, unterhalb des Clypeus.
ClypeusDer Bereich zwischen vorderer Augenreihe und vorderem Carapaxrand
ColulusZu einer flachen, hügelartigen Erhebung reduziertes Cribellum; vor den Spinndrüsen gelegen.
Coxa → Gliedmaßen
CribellumDie siebförmige Spinnplatte bildet den Gipfel einer niedrigen, von den Spinnwarzen gebildeten Erhebung auf der Unterseite des Opisthosomas. Spinnen mit einem Cribellum werden als cribellat, solche ohne als ecribellat bezeichnet. Bei cribellaten Spinnen wird die Fangwolle mit Hilfe des Calamistrums ausgebürstet.
Cuspule(Plural: Cuspules) Kleine Dornen an den Enditen und den Labia der Vogelspinnenartigen.
Cymbium(Plural: Cymbia) Das Cymbium bedeckt das mediane, größte Sklerit des Bulbus (Tegulum), das den Spermophor beinhaltet.

## D
dionychMit zwei Klauen (ohne mittlere Greifklaue) an den Tarsen der Beine; ein Merkmal der Dionycha (moderne Laufspinnen).
DornSteife, spitz zulaufende Struktur an Beinen und Körper, oft über ein Grundgelenk verbunden..
Dorsalfurche → Fovea: von außen sichtbare Einstülpung eines ins Körperinnere ragenden Apodems des Integuments.
Dorsum(von lat. Dorsum = Rücken) Oberseite des Körpers oder Opisthosomas. Adjektiv: dorsal. → Ventrum

## E
Ecribellate → Cribellum
Embolus → Bulbus
Endite → Maxille
EndosternitEine innenliegende, verhärtete Platte (Sklerit)
entelegynBezeichnung für Spinnen (die Entelegynae), deren Weibchen eine voll entwickelte Epigyne aufweisen sowie unabhängige Gänge zu Spermatheken und Uterus haben. → s. a. haplogyn
EpigastralfurcheEine Querspalte auf der Unterseite des Opisthosomas, deren Öffnung nach vorne zeigt. An der Kante dieser Furche liegen die Öffnungen der vorderen Buchlungen sowie die Geschlechtsöffnungen.
Epigyne(Plural: Epigynen): Beim Weibchen, eine sklerotisierte Platte an der Unterseite des Opisthosoma in der sich die Kopulationsöffnungen befinden; voll entwickelt nur bei erwachsenen Weibchen der Entelegynae.

## F

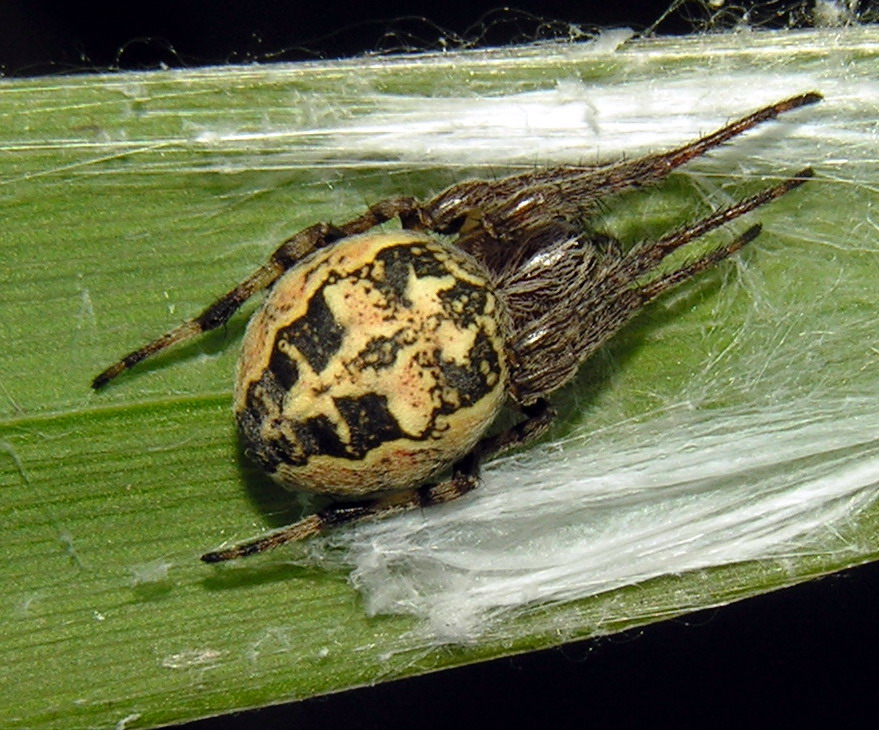
Ausgedehnte Blattzeichnung auf dem Ophistosome von Larinioides cornutus

Femur → Beine
Folium(lat. folium: Blatt) Eine ausgeprägte blattähnliche Zeichnung mittig auf der Oberseite des Opisthosoma
Fossa(Plural: Fossae) Eine Grube oder Vertiefung, meist in der Epigyne
Fovea(auch: Thorax- oder Dorsalfurche) Eine Vertiefung in der Mitte des Carapax. Im Körperinneren befindet sich dort ein Fortsatz des Exoskeletts, an dem die Muskeln des Saugmagens ansetzen.

## G

Pedipalpus und Bein eines Spinnenweibchens von unten. Der Metatarsus des Beins hat keine Entsprechung im Pedipalpus

Genitalöffnung → Geschlechtsöffnung
GeschlechtsöffnungÖffnung der primären Geschlechtsorgane auf der Unterseite des Opisthosoma. Sie liegt in der epigastrischen Falte, dort öffnen sich die Eileiter bei weiblichen bzw. die Hodenschläuche bei männlichen Spinnen. Bei der Paarung führt das Männchen den Bulbus zur Spermaübertragung in die Geschlechtsöffnung des Weibchens ein.
GiftklaueDas Endglied der Chelicere. Im Ruhezustand liegt die Giftklaue in der Chelicerengrube des Grundglieds. Gift wird durch eine Öffnung nahe der Klauenspitze injiziert.
Gliedmaßen(Pedipalpen, Beine) bestehen aus folgenden Segmenten:
Coxa (Plural Coxae): Erstes Beinsegment (proximal); verbindet das Bein mit dem Körper. Die stark modifizierte Coxa des Pedipalpus wird als Maxille oder Endit bezeichnet.
Trochanter: Zweites Beinsegment; verbindet Coxa und Femur
Femur: (Plural: Femora): Drittes Beinsegment; verbindet Trochanter und Patella
Patella: (Plural: Patellae): Viertes Beinsegment; verbindet Femur und Tibia
Tibia: (Plural: Tibiae): Fünftes Beinsegment; verbindet Patella und Metatarsus
Metatarsus: (Plural: Metatarsen; auch Basitarsus): Sechstes Beinsegment, verbindet Tibia und Tarsus; nicht vorhanden im Pedipalpus.
Tarsus: (Plural: Tarsi; auch Telotarsus): Siebtes und äußerstes (distal) Beinsegment; mit dem Metatarsus verbunden.
Gnathocoxa → Maxilla
Gonopore → Geschlechtsöffnung

## H
Haematodocha → Bulbus
haplogynSpinnen (siehe auch Haplogynae), deren Weibchen eine Epigyne fehlt und bei denen dieselben Gänge für den Transport der Spermien zu den Spermatheken sowie zum Uterus dienen. → entelegyn
HauptaugeEines der beiden vorderen Mittelaugen (VMA). Besonders groß ausgebildet bei Spring- und Wolfsspinnen. Die Sehzellen (Ommatidien) der Mittelaugen sind nach außen gerichtet, d. h. dem Licht zugewandt. → Nebenauge, Augen
HerzzeichnungEine schmale Zeichnung auf der Oberseite des Opisthomas, die in etwa die Lage des Herzens anzeigt.

## K
Klaue → Tarsalklaue
Konduktor → Bulbus
Kopfregion(auch Caput) Der vordere Abschnitt des Cephalothorax, durch die Cervikalgrube von der Thorakalregion abgesetzt.
KopulationstraktEin innen, an der Kopulationsöffnung, ansetzender Gang, durch den bei entelegynen Spinnen die Spermien zu den Spermatheken gelangen.

## L
labidognath(adj.): Anordnung der Cheliceren bei echten Webspinnen (Labidognatha); ermöglicht ein zangenartiges Greifen.
Labium(Plural Labia, Labien): Eine sklerotisierte Platte (Sklerit) zwischen den Maxillae auf der Vorderseite des Sternums.
Labrum(Plural: Labra): Durch die Cheliceren verdeckter Teil (Oberlippe) der Mundwerkzeuge. Andere Autoren bezeichnen dieses Körperteil als → Rostrum.
lateral(adj., bezogen auf die Extremitäten): Die Vorder- oder Rückseiten des Beins oder Pedipalpus → prolateral, retrolateral
laterigradseitwärts gerichtet (Beine); daraus resultierend eine krabbenartig anmutende Fortbewegung. → prograd
Lungendeckel → Operculum

## M
Mastidion(Plural Mastidia) Ein Vorsprung auf den Cheliceren (kein Zahn)
Maxilla(auch Endit oder Gnathocoxa) Die umgewandelte Coxa der Pedipalpen; dient der Nahrungsaufnahme. Entspricht nicht der gleichnamigen Struktur (Maxille) anderer Arthropoden.
Metatarsus → Gliedmaßen
MittelklaueUmgewandelte Borste an der Spitze des Tarsus bei netzbauenden Spinnen. Dient im Zusammenspiel mit den äußeren Tarsalklauen dem Ergreifen von einzelnen Fäden des Spinnennetzes; fehlt bei den Dionycha.

## N
Nebenauge(auch Sekundärauge) Ein Seitenauge (VSA, HSA) oder ein hinteres Mittelauge (HMA). Sekundäraugen dienen in erster Linie der Bewegungserkennung. Die Sehzellen (Ommatidien) der Nebenaugen sind nach innen gerichtet, d. h. vom Licht abgewandt. → Hauptauge, Augen

## O
Operculum, Operculum branchiale(Plural: Opercula; deutsch: Lungendeckel): Paarige Platten auf der Unterseite des Opisthosomas, vor der epigastrischen Furche gelegen, welche die Buchlungen bedecken. Oft blass gelb oder orange gefärbt. Bei Vogelspinnen (Mygalomorphae) zwei Paare, bei anderen Arten ein Paar.
Opisthosoma(auch Abdomen) Der hintere der beiden Körperabschnitte (Tagmata).
orthognath(adj.): Parallele Anordnung der Cheliceren bei Vogelspinnenartigen (Orthognatha).

## P
ParacymbiumEin an das Grundglied (Cymbium) des Bulbus des Pedipalpus anschließender Sklerit bei männlichen Spinnen.
Patella → Gliedmaßen
Petiolus, PedicellusDie dünne Verbindung zwischen Vorderkörper (Prosoma) und Hinterleib (Opisthosoma).
Pedipalpus(Plural: Pedipalpen): Die zweite Extremität des Cephalothorax, vor dem ersten Bein; trägt den Bulbus bei männlichen Tieren.
plumösgefiedert
pluridentatvielzähnig
prokurvNach vorne (außen) gebogen. Gegensatz → rekurv
prolateralDem Vorderende zugewandte Seite einer Extremität; Gegensatz → retrolateral
promarginalAm vorderen Rand der Chelicerengrube befindlich; wird insbesondere zur Beschreibung der Chelicerenzähne verwendet; Gegensatz → retromarginal
Prosoma → Cephalothorax

## R
Rastellum(Plural: Rastella) Eine, meist an eine Harke erinnernde, Struktur am Ende der Cheliceren bei Vogelspinnenartigen; wird beim Graben eingesetzt.
Receptaculum (Plural: receptacula) → Spermathek
rekurvzurück gebogen; Gegensatz → prokurv
retrolateralDem Hinterende zugewandte Seite einer Extremität; Gegensatz → prolateral
retromarginalAm hinteren Rand der Chelicerengrube befindlich; wird insbesondere bei Beschreibung von Chelicerenzähne verwendet; Gegensatz → promarginal
Rostrum(Plural: Rostra): Durch die Cheliceren verdeckter Teil (Oberlippe) der Mundwerkzeuge. Andere Autoren bezeichnen dieses Körperteil als → Labrum.

## S
SamengangKanal im Bulbus des Männchens, in den das Sperma aufgenommen wird.
SaugmagenTeil des Verdauungstrakts mit dem der durch extraintestinale Verdauung verflüssigte Nahrungsbrei eingesaugt wird.
Samentasche(auch Receptulacum, Receptaculum seminis oder Spermathek): Eine Tasche im Opisthosoma weiblicher Spinnen, in der das Sperma zwischen Insemination und Befruchtung aufbewahrt wird.
ScapusFortsatz, der die Epigyne teilweise bedecken kann.
Scopula(Plural: Scopulae) Haarbüschel am Ende des Fußes (Tarsus); kann, wenn es unter der Tarsalklauen liegt, die Haftung an senkrechten oder glatten Oberflächen erhöhen.
Scutum(Plural: Scuta) Eine verhärtete (sklerotisierte) Platte am Opisthosoma mancher Spinnenarten
Seta(Plural: Setae) Borste. Spinnen haben eine Vielzahl haarartiger Strukturen verschiedener Größe die als Haare, Borsten (Setae) oder Dornen bezeichnet werden.
Sigillum(Plural: Sigillen) Eine kreisförmige Einbuchtung auf Außenseite der Spinne, die erkennen lässt, wo im Inneren Muskeln ansetzen. Sigillen finden sich besonders auf dem Sternum bei manchen Vogelspinnenartigen auf Rücken mancher Araneomorphae.
SkleritDurch Sklerotisierung verhärteter Teil des Exoskeletts
Spermagang(auch: Spermaphor) Ein Kanal im Bulbus männlicher Spinnen, in dem das Sperma vor der Kopulation aufbewahrt wird.
SpinnspuleEine kurze spitze, ringförmige Struktur, aus der die Spinnseide austritt; die Spinnspulen befinden sich an der Spitze der Spinnwarzen.
SpinnwarzeAnhang am Ende des Opisthosomas, typischer sind diese in 3 Paaren vorhanden. Die Spinnseide tritt aus kleinen, auf den Spinnwarzen aufsitzenden Spinnspulen aus.

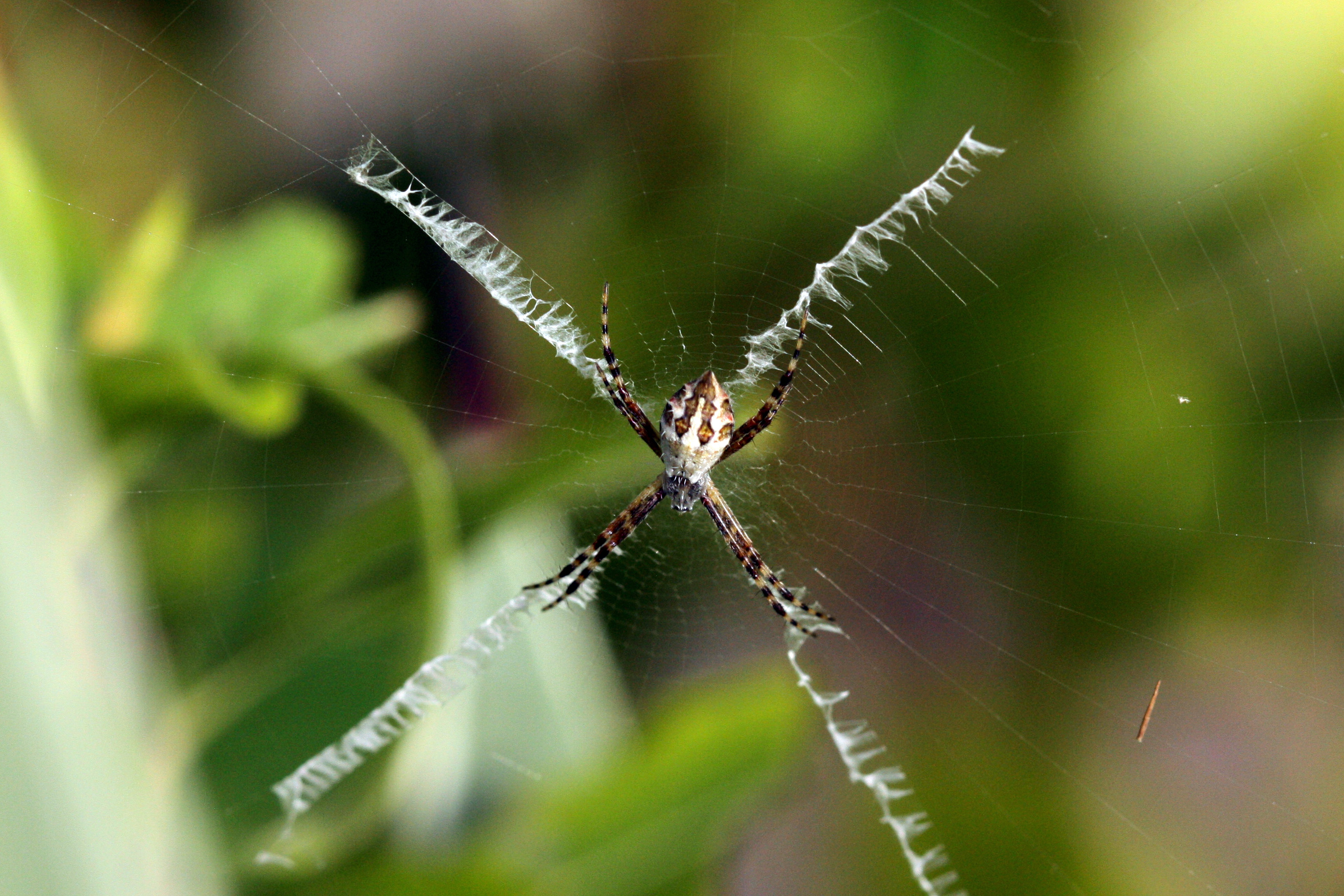
Netz der Silberspinne (Argiope argentata) mit vier kreuzförmig angeordneten Stabilimenten

Stabiliment, StabilimentumSehr kräftiges, zickzackförmiges Gespinstband. Gespinstbänder findet man bei Vertretern der Araneidae, Tetragnathidae und Uloboridae und – sehr markant – bei der Arten in der Gattung Argiope.
SternumDer untere (ventrale) Teil des Cephalothorax
StridulationsorganAnordnung mehrerer Schrillleisten an einer skeloritisierten Stelle des Körpers. Dient der Lauterzeugung; dazu werden Borsten (Setae) über die Schrillleisten hin- und herbewegt.
Subtegulum → Bulbus

## T

Tarsus (Exuvie) eines Weibchens der Rotbein-Vogelspinne mit roten Tarsalklauen

Tapetum(Plural: Tapeta) Eine lichtreflektierende Schicht in einem Sekundärauge. Diese lässt das Auge bleich erscheinen.
TarsalbürsteDicht stehende Haare oder Borsten auf der Unterseite der paarigen Tarsalklauen. Besonders ausgeprägt bei jagenden Spinnen. → Scopula
TarsalklaueKlaue an der Spitze des Tarsus; Tarsalklauen sind paarig (oft durch ein Haarbüschel verdeckt), entweder mit einer dritten, sehr viel kleineren, Klaue in der Mitte oder als einzelnes Paar.
TarsalorganEine kleine, meist kugelförmige Grube auf der Oberfläche der Tarsen. Laut Foelix dienen sie der Wahrnehmung von Feuchtigkeit.
Tarsus → Gliedmaßen
Tegulum → Bulbus
Thorax → Cephalothorax
Thorakalfalte → Fovea
Tibia → Beine
Trachea(Trachee, Plural: Tracheae, Tracheen) dünner, luftgefüllter Kanal; Teil des Tracheensystems, des zweiten Atmungssystems bei vielen der echten Webspinnen anstelle von oder zusätzlich zu den Buchlungen. Tracheenöffnungen (genannt Stigmen, Einzahl Stigma) liegen auf der Unterseite des Opisthosoma.
Trichobothrium(Plural: Trichobothria) Becherhaar. Eine schmale, haarförmige Struktur variabler Länge an Beinen und Pedipalpen. Dient der Wahrnehmung von Luftbewegungen und Geräuschen. → Seta, Dorn
Trochanter → Gliedmaßen

## U
UnidentatEinzähnig

## V
Ventrum(lat. venter: Bauch, Adj.: ventral) Die Unterseite des Opisthosomas. Als Adjektiv: bauchseits, am Bauch, auf der Unterseite gelegen.

## Z
ZähneSpitze Auswüchse oder Erhebungen am Rand der Chelicerengrube

## Abkürzungen
Einige der gebräuchlichen Abkürzungen zur Beschreibung der Spinnenanatomie:
- HMA: Hinteres Mittelauge
- HSA: Hinteres Seitenauge
- VMA: Vorderes Mittelauge
- VSA: Vorderes Seitenauge